# جبل ميران
جبل ميران هو أحد الجبال الواقعة غرب محايل عسير، ويُعد من أبرز معالم سلسلة جبال السروات في منطقة عسير. يجاوره عدد من القرى أهمها قرية العين، ويستخدمه السكان المحليون كمورد للرعي وزراعة المدرجات.

## الجغرافيا
يبلغ ارتفاع جبل ميران نحو 2360 مترًا فوق سطح البحر، مما يجعله أقل بـ600 متر عن أعلى قمة في جبال السروات (جبل السودة). يتميّز الجبل بمناخه المعتدل خصوصًا في فصلي الربيع والشتاء، ويُعد من الأماكن الغنية بالتنوع الحيوي والزراعي.

## الزراعة والثروة الحيوانية
تُزرع في سفوحه عدد من المحاصيل مثل: القمح، البن، القطن، النيلي، الزنجبيل، والخضروات. كما تنتشر فيه زراعة النخيل، إضافة إلى تربية الماشية كالماعز، والأغنام الجبلية، والجِمال.

## الكائنات الحية
يُعد جبل ميران موطنًا لبعض الكائنات النادرة مثل:
- النمر العربي
- الذئب العربي
- الأغنام الجبلية
- تيوس محايل التي تُشتهر بطبق الحنيذ

## الأهمية الثقافية
أشار الكاتب محمد آل عوض في رواية ميران (2025م) إلى الجبل بوصفه أحد الرموز الحيّة في الجنوب السعودي، ونسج حوله سردية أدبية تعكس العلاقة بين الإنسان والطبيعة.